# Barbara Hall
Barbara Hall (Chatham, 17 luglio 1961) è una sceneggiatrice, produttrice televisiva e scrittrice statunitense.

## Biografia
Nata a Chatham (Virginia) nel 1961, è nota soprattutto per aver creato le serie televisive Joan of Arcadia e Giudice Amy Oltre che sceneggiatrice e produttrice televisiva, Barbara è anche una scrittrice.

## Filmografia

### Sceneggiatrice
- Casa Keaton (Family Ties) – serie TV, un episodio (1983)
- Bravo Dick (Newhart) – serie TV, 7 episodi (1983-1984)
- Condo – serie TV, un episodio (1983)
- The Duck Factory – serie TV, un episodio (1984)
- Dreams – serie TV, un episodio (1984)
- Disneyland – serie TV, un episodio (1986)
- Moonlighting – serie TV, 2 episodi (1988-1989)
- Un anno nella vita (A Year in the Life) – serie TV, 2 episodi (1988)
- Anything But Love – serie TV, 2 episodi (1989)
- Ann Jillian – serie TV, un episodio (1990)
- Io volerò via (I'll Fly Away) – serie TV, 8 episodi (1991-1992)
- Un medico tra gli orsi (Northern Exposure) – serie TV, 4 episodi (1993-1994)
- New York News – serie TV (1995)
- E.R. - Medici in prima linea (ER) – serie TV, un episodio (1996)
- Chicago Hope – serie TV, un episodio (1997)
- Giudice Amy (Judging Amy) – serie TV, 138 episodi (1999-2005)
- Joan of Arcadia – serie TV, 45 episodi (2003-2005)
- Ultra – film TV (2006)
- Demons – film TV (2007)
- Women's Murder Club – serie TV, un episodio (2007)
- Army Wives – serie TV, un episodio (2008)
- Criminal Intent (Law & Order: Criminal Intent) – serie TV, un episodio (2010)
- Marry Me – miniserie TV, 2 episodi (2010)
- Homeland - Caccia alla spia (Homeland) – serie TV, 2 episodi (2013)
- Madam Secretary (Madam Secretary) – serie TV, 100 episodi (2014–2019)

### Produttrice
- Moonlighting – serie TV, un episodio (1988)
- Io volerò via (I'll Fly Away) – serie TV, 8 episodi (1992)
- Un medico tra gli orsi (Northern Exposure) – serie TV, 16 episodi (1993-1994)
- Chicago Hope – serie TV, 3 episodi (1998-1999)
- Giudice Amy (Judging Amy) – serie TV, 93 episodi (1999-2003)
- Joan of Arcadia – serie TV, 23 episodi (2003-2004)
- Ultra – film TV (2006)
- Demons – film TV (2007)
- Army Wives – serie TV, 7 episodi (2008)
- Criminal Intent (Law & Order: Criminal Intent) – serie TV, 4 episodi (2010)
- Marry Me – miniserie TV, 2 episodi (2010)
- Homeland - Caccia alla spia (Homeland) – serie TV, 12 episodi (2013)